# Моисеев, Геннадий Васильевич
Генна́дий Васи́льевич Моисе́ев — советский шахтёр, проходчик, бригадир ШСУ № 1 г. Воркуты, Герой Социалистического Труда (1966).

## Биография
В 1956 году прибыл в Воркуту по комсомольской путёвке. В это время в 70-ти километрах от города строилась новая шахта «Хальмер-Ю». На этой стройке он начал осваивать свою новую профессию проходчика строительного управления № 1 (ныне шахтостроительное управление № 1). После сдачи шахты в эксплуатацию он остался в ШСУ. Уже через 5 лет ему доверили возглавить бригаду. Бригада Геннадия Васильевича, строила «Воргашорскую», работала на реконструкции «Воркутинской», «Центральной», «Северной», «Комсомольской».
В 1966 году, в канун профессионального праздника Дня строителя, за выдающиеся успехи в выполнении семилетнего плана развития угольной и сланцевой промышленности и достижение высоких технико-экономических показателей в работе присвоено звание Героя Социалистического труда. Геннадий Васильевич — полный кавалер «Шахтёрской славы», ему присвоены звания «Почётный шахтёр», «Заслуженный работник народного хозяйства Коми АССР», он почётный гражданин города Воркуты.